# جايسون كافناغ
جايسون كافناغ (بالإنجليزية: Jason Kavanagh)‏ هو لاعب كرة قدم بريطاني، ولد في 23 نوفمبر 1971 في برمنغهام في المملكة المتحدة. لعب مع ديربي كاونتي وستوك سيتي وكامبريدج يونايتد ونادي بيرتن ألبيون وويكمب وندررز.

## وصلات خارجية
- جايسون كافناغ على موقع الاتحاد الدولي (مؤرشف)  (الإنجليزية)
- جايسون كافناغ على موقع قاعدة بيانات كرة القدم.إي يو (الإنجليزية)
- جايسون كافناغ على موقع Soccerbase.com (لاعب) (الإنجليزية)
- جايسون كافناغ على موقع عالم كرة القدم.نت (الإنجليزية)